# Freie Wahl (1674)
Die Freie Wahl von 1674 war die insgesamt siebte ihrer Art zur Bestimmung des Königs und Großfürsten der Königlichen Republik der polnischen Krone und des Großfürstentums Litauen durch den Adel in seiner Gesamtheit.

## Geschichte
Am 10. November 1673 starb der König von Polen und Großfürst von Litauen Michael Korybut Wiśniowiecki in Lwów. Da der polnische Thron vakant war, musste eine neue Freie Wahl abgehalten werden. Im Jahr 1669 stellten der französische Herzog Louis, Grand Condé, Philipp Wilhelm von der Pfalz (beide von Ludwig XIV. unterstützt) sowie Karl V. Leopold die Hauptkandidaten dar.
Der Hetman Johann III. Sobieski, der eine sehr einflussreiche Person im polnisch-litauischen Staatenbund darstellte, hatte sein Interesse an der polnischen Krone zunächst nicht ausgedrückt. Vor der Bekanntgabe erklärte er jedoch, gewählt werden zu wollen. Sobieski wurde von der litauischen Magnatenfamilie Pac gehasst, die im Januar 1674 während einer Sejmversammlung verlangt hatte, ein Gesetz einzuführen, das den einheimischen Polen (oder Piasten) verbot bei der Wahl anzutreten. 
Schon die Tatsache, dass die Pac-Familie solch ein Gesetz befürwortete, bedeutete, dass Sobieski von vielen als ein möglicher Kandidat angesehen wurde. Sein Name wurde von den Gesandten des Hauses Habsburg sowie der französischen Zeitung La Gazette erwähnt. Die französischen Diplomaten gaben später bekannt, dass Sobieski selbst bei der Teilnahme an der Wahl zögerte und Grand Conde favorisiert hätte. 
Die Wahl begann am Samstag, dem 19. Juni 1674. Trotz Protests von Litauern und dem Bischof von Krakau Andrzej Trzebicki wurde die Durchführung durch Singen der Hymne Veni Sancte Spiritus eingeleitet. Der nächste Tag wurde den religiösen Zeremonien sowie Verhandlungen hinter den Kulissen gewidmet. Am Montag, dem 21. Juni verkündete der Bischof von Vilnius Michał Pac den Piast-Kandidaten zu akzeptieren. In der Nacht des gleichen Tages wurde Johann III. Sobieski neuer König von Polen.